# Анахондарик
Архондарик или фундарик (на гръцки: ἀρχονταρίκιον, от ἄρχοντας – аристократ, благороден човек) – приемна стая за гости в православен манастир, също хотел за поклонници, като правило, в Гърция (на Атон, в Метеора) или в Египет (Синай Манастир). В архондарика се провеждат и духовни беседи с поклонниците.
Името идва от гръцката дума архонт (обикновено се превежда на руски като княз), което означава виден посетител на манастира, който е посрещнат с особена почит.
Пазачът на архондарика, хотела, се нарича архондарис или фондар. Обикновено това е монах от манастира домакин. Той проверява документите (диамонитрион на Атон), прави запис в книгата на поклонниците и разпределя място в архондарика.
„Копривщенската одая“ в Рилския манстир е богато декориран салон, една от няколкото стаи (архондарици) за пребиваване на копривщенци по време на поклонението им в светата обител. Одаята е създадена през 1834 година.